# Lorquin
Lorquin (lorenès Louonrking) és un municipi francès situat al departament del Mosel·la i a la regió del Gran Est. L'any 2007 tenia 1.221 habitants.

## Demografia

### Població
El 2007 la població de fet de Lorquin era de 1.221 persones. Hi havia 417 famílies, de les quals 137 eren unipersonals (51 homes vivint sols i 86 dones vivint soles), 148 parelles sense fills, 113 parelles amb fills i 19 famílies monoparentals amb fills.
La població ha evolucionat segons el següent gràfic:
Habitants censats

### Habitatges
El 2007 hi havia 498 habitatges, 432 eren l'habitatge principal de la família, 15 eren segones residències i 51 estaven desocupats. 360 eren cases i 138 eren apartaments. Dels 432 habitatges principals, 310 estaven ocupats pels seus propietaris, 106 estaven llogats i ocupats pels llogaters i 16 estaven cedits a títol gratuït; 6 tenien una cambra, 31 en tenien dues, 63 en tenien tres, 111 en tenien quatre i 221 en tenien cinc o més. 305 habitatges disposaven pel capbaix d'una plaça de pàrquing. A 209 habitatges hi havia un automòbil i a 160 n'hi havia dos o més.

### Piràmide de població
La piràmide de població per edats i sexe el 2009 era:
| Homes | Edats   | Dones |
| ----- | ------- | ----- |
| 0     | 95 o +  | 0     |
| 0     | 90 a 94 | 8     |
| 0     | 85 a 89 | 0     |
| 8     | 80 a 84 | 16    |
| 24    | 75 a 79 | 28    |
| 12    | 70 a 74 | 44    |
| 36    | 65 a 69 | 28    |
| 36    | 60 a 64 | 36    |
| 48    | 55 a 59 | 28    |
| 56    | 50 a 54 | 48    |
| 68    | 45 a 49 | 56    |
| 40    | 40 a 44 | 68    |
| 56    | 35 a 39 | 60    |
| 32    | 30 a 34 | 60    |
| 60    | 25 a 29 | 8     |
| 20    | 20 a 24 | 44    |
| 48    | 15 a 19 | 32    |
| 60    | 10 a 14 | 24    |
| 44    | 5 a 9   | 20    |
| 28    | 0 a 4   | 24    |

## Economia
El 2007 la població en edat de treballar era de 825 persones, 475 eren actives i 350 eren inactives. De les 475 persones actives 442 estaven ocupades (244 homes i 198 dones) i 33 estaven aturades (20 homes i 13 dones). De les 350 persones inactives 75 estaven jubilades, 50 estaven estudiant i 225 estaven classificades com a «altres inactius».

### Ingressos
El 2009 a Lorquin hi havia 433 unitats fiscals que integraven 1.015,5 persones, la mediana anual d'ingressos fiscals per persona era de 19.047 €.

### Activitats econòmiques
Dels 42 establiments que hi havia el 2007, 3 eren d'empreses extractives, 2 d'empreses alimentàries, 3 d'empreses de fabricació d'altres productes industrials, 5 d'empreses de construcció, 7 d'empreses de comerç i reparació d'automòbils, 1 d'una empresa de transport, 3 d'empreses d'hostatgeria i restauració, 1 d'una empresa financera, 4 d'empreses de serveis, 11 d'entitats de l'administració pública i 2 d'empreses classificades com a «altres activitats de serveis».
Dels 12 establiments de servei als particulars que hi havia el 2009, 1 era una oficina d'administració d'Hisenda pública, 1 gendarmeria, 1 una oficina bancària, 3 fusteries, 1 lampisteria, 2 perruqueries i 3 restaurants.
Dels 2 establiments comercials que hi havia el 2009, 1 era una botiga de menys de 120 m² i 1 un drogueria.
L'any 2000 a Lorquin hi havia 11 explotacions agrícoles que ocupaven un total de 651 hectàrees.

## Equipaments sanitaris i escolars
El 2009 hi havia 1 un hospital de tractaments de llarga durada, 2 psiquiàtrics i 1 farmàcia.
El 2009 hi havia 1 escola maternal i 1 escola elemental. Lorquin disposava d'un col·legi d'educació secundària amb 350 alumnes.

## Poblacions més properes
El següent diagrama mostra les poblacions més properes.